# Ebba Reutercrona

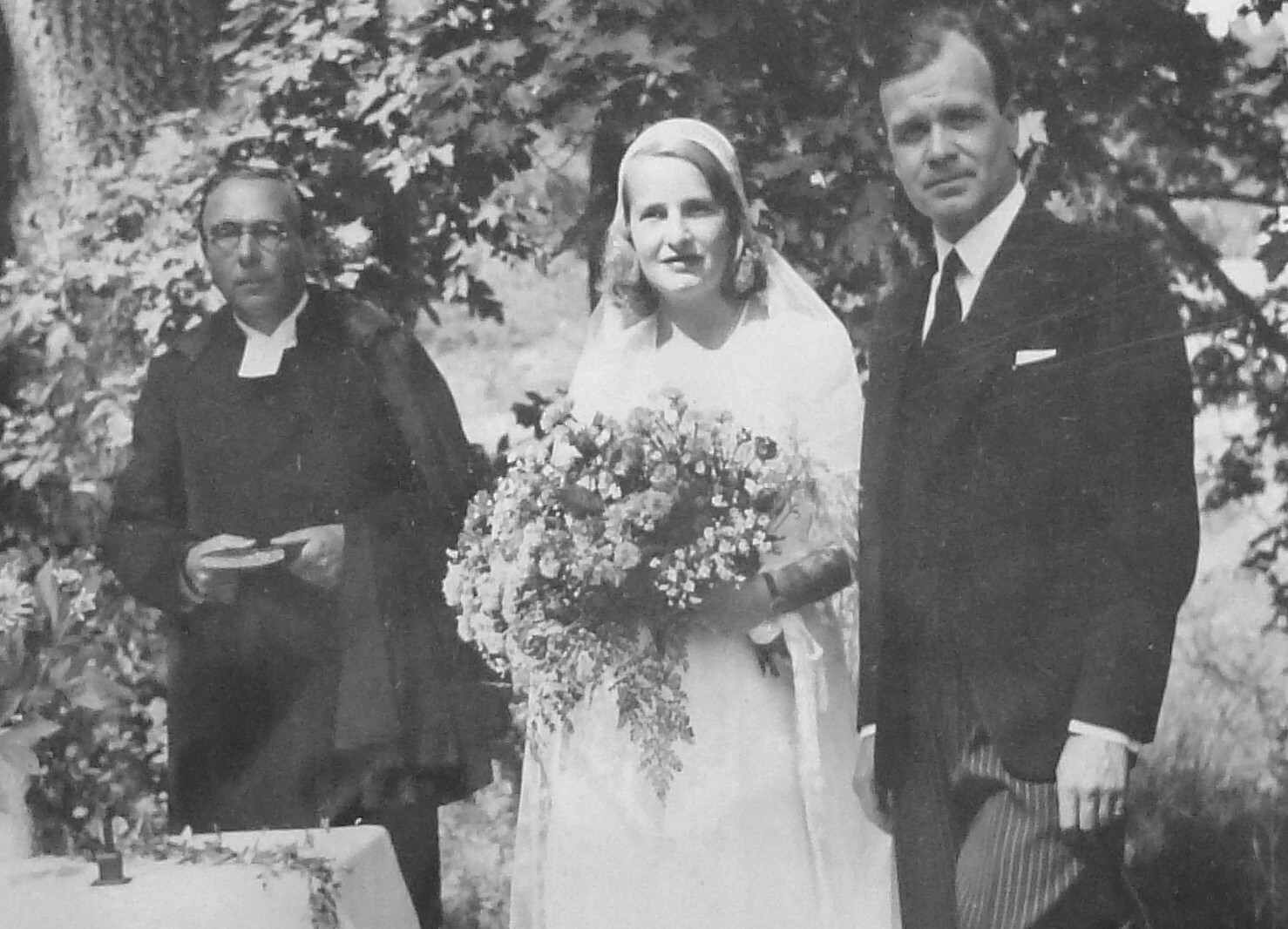
Evert Lundquist och Ebba Reutercrona, bröllopsfoto från 1943.

Ebba Elisabeth Lundquist-Reutercrona, född 1 december 1911 i Kristianstads garnisonsförsamling, död 16 december 1998 i Lovö församling,, var en svensk målare. Hon var sondotter till Axel  Reutercrona och gift med konstnären Evert Lundquist.
Ebba Lundquist-Reutercrona var självlärd och målade främst landskap med skärgårdsmotiv, samt stilleben. Sin blivande man konstnären Evert Lundquist träffade hon på Utö sommaren 1937 och sex år senare gifte de sig. De fick tillsammans tvillingsönerna Manne och Hymme. Den senare försvann spårlöst den 29 juli 1965. Till en början bodde familjen hos vännen Olle Nyman. År 1953 flyttade maken in i nya ateljén i Drottningholms slottspark och 1958 följde familjen efter och bosatte sig i huset intill.
Hon hade separatutställningar på Galerie Petra (1955), Gummesons konstgalleri (1961), Skövde konsthall (1963), London Group-London (1967) och tillsammans med sin make på bland annat på Thielska galleriet. Några av hennes verk finns bevarade i ateljémuseet på Drottningholm, annars finns hon representerad på Moderna museet i Stockholm.